# Xã Townsend, Quận Sandusky, Ohio
Xã Townsend (tiếng Anh: Townsend Township) là một xã thuộc quận Sandusky, tiểu bang Ohio, Hoa Kỳ. Năm 2010, dân số của xã này là 1.620 người.